# Bodenseestraße 7/9 (München)

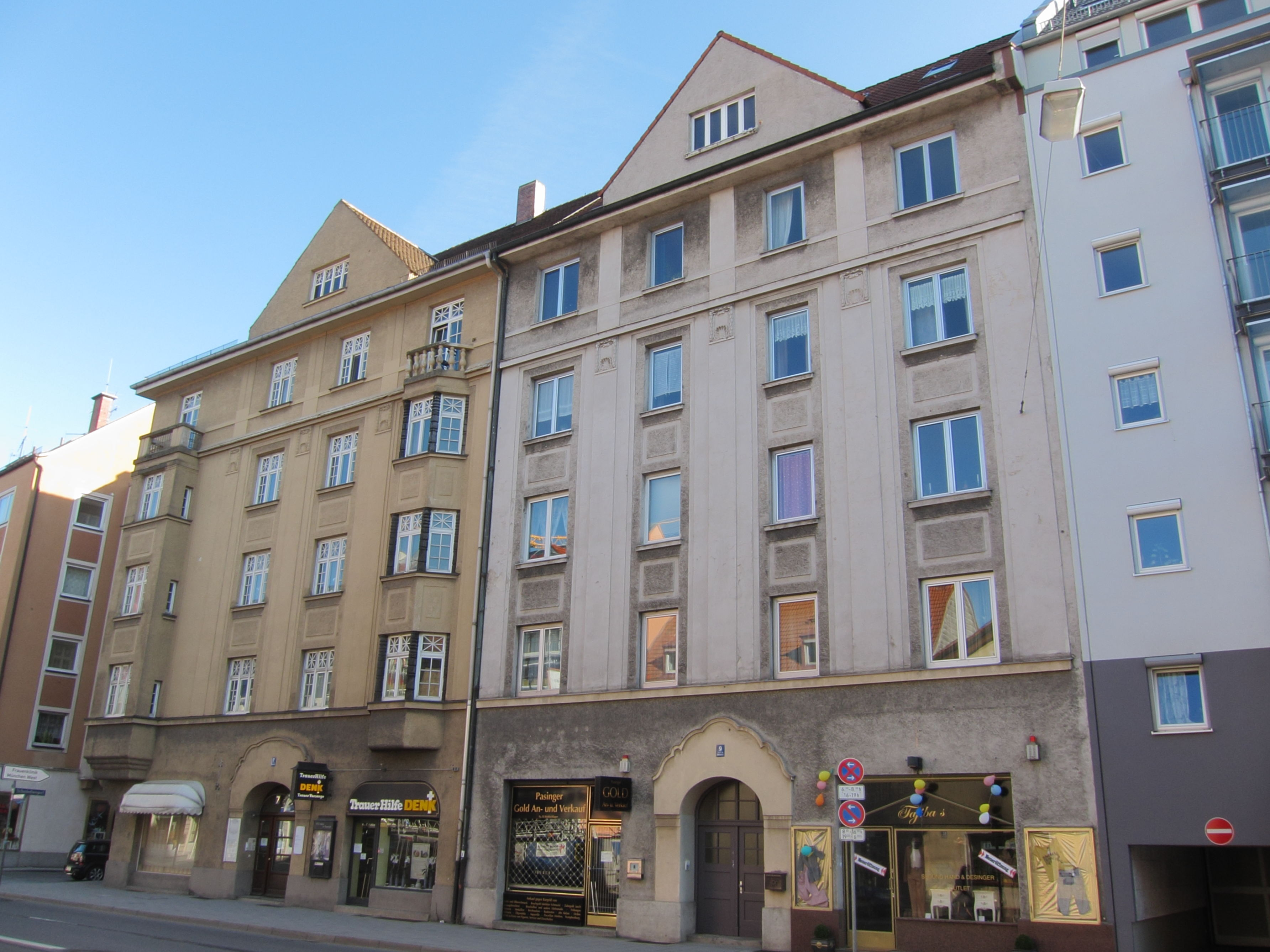
Bodenseestraße 7/9 im Stadtteil Pasing von München

Das Gebäude Bodenseestraße 7/9 im Stadtteil Pasing der bayerischen Landeshauptstadt München wurde 1915 errichtet. Das Doppelmiets- und Geschäftshaus ist ein geschütztes Baudenkmal.
Der fünfgeschossige Walm- und Satteldachbau in Ecklage mit dreieckigen Zwerchhäusern, Balkonerkern, Kolossallisenen und Wandfeldern im Reformstil wurde nach Plänen des Architekten Alban Schindlbeck errichtet.  